# Renea gormonti
Renea gormonti là một loài động vật chân bụng trong họ Aciculidae. Nó là loài đặc hữu của Pháp.